# Den Mulder
Den Mulder is een Belgisch bier van hoge gisting.
Het bier wordt gebrouwen in Huisbrouwerij Den Tseut te Oosteeklo.
Het is een blond bier met een alcoholpercentage van 8%. Dit bier wordt gebrouwen in samenwerking met molenaar Johan Van Holle van de Stenen Molen van Ertvelde.
Den Mulder ·
Den Tseut ·
Den Bi3r ·
Bras ·
Den Krulsteirt ·
Den Drupneuze ·
Belle Cies ·
Hoppesnoet